# Livgardesbrigaden (den yngre)
Livgardesbrigaden (IB 1) är en infanteribrigad inom svenska armén som verkade i olika former åren 1957–2000 och återigen från 2024. Förbandsledningen är förlagd i Kungsängens garnison i Kungsängen.

## Historik
Livgardesbrigaden sattes upp åren 1949–1951 vid Upplands regemente (I 8) i Uppsala. Vid Upplands regemente fanns två brigader, Upplandsbrigaden (IB 28) och Västmanlandsbrigaden (IB 38). Genom försvarsbeslutet 1958 beslutades att Upplands regemente skulle upplösas och avvecklas den 31 mars 1957. Delar av dess produktion till krigsorganisationen kom därmed att överföras till Svea livgarde, det i form av en infanteribrigad. Vid Svea livgarde antog brigaden namnet Upplandsbrigaden (IB 38), det vill säga en kombination av de båda brigadernas kännetecken. Om det var Västmanlandsbrigaden som antog namnet Upplandsbrigaden och behöll beteckningen, eller om det var Upplandsbrigaden som antog beteckningen IB 38, är svårt att avgöra då det inte finns några konkreta källor. Vad som är mest troligt är att Västmanlandsbrigaden antog namnet Upplandsbrigaden med beteckning IB 38 då den hade mobiliseringsområde i Roslagen. IB 38 hade då det bildades organiserats med de bataljoner som ingick i fältregementet Roslagens regemente (I 38).
Inför försvarsbeslutet 1982 föreslog regeringen bland annat för riksdagen att en infanteribrigad 66 skulle utgå ur krigsorganisationen. Den brigad som utgick var Gula brigaden (IB 1) vid Svea livgarde, vilken utgick den 30 juni 1985. Lars Josefsson vid Svea livgarde var en av drivkrafterna med att Upplandsbrigaden (IB 38) av traditionella skäl skulle överta namnet Gula brigaden (IB 1), vilket även skedde samtidigt som Gula brigaden utgick. Upplandsbrigaden kom därmed att överta namnet 1985 och även beteckningen 1990.
Genom försvarsbeslutet 1992 beslutade riksdagen att krigsorganisationen skulle spegla fredsorganisationen. Därmed kom brigaden den 1 juli 1994 att avskiljas från Svea livgarde och antog namnet Livgardesbrigaden (IB 1 (Mek)). Med den nya organisationen övertog brigaden utbildningsansvaret för brigadförband från Svea livgarde. Brigaden blev med den nya organisationen ett kaderorganiserat krigsförband inom Mellersta militärområdet (Milo M). Att brigaden fick "Mek" som beteckning var för att förklara vad brigaden organisatoriskt var. Det vill säga det var en svensk variant av den amerikanska benämningen 1st Infantery Brigade (Mech), vilket innebar att infanteribrigaden var försedd med splitterskyddade fordon.
Inför försvarsbeslutet 2000 föreslog regeringen i sin propositionen för riksdagen, att den taktiska nivån skulle reduceras genom att fördelnings- och försvarsområdesstaber samt marinkommandon och flygkommandon skulle avvecklas. Detta för att utforma ett armétaktiskt, marintaktiskt respektive flygtaktiskt kommando vilka skulle samlokaliseras med operationsledningen. Förslaget innebar att försvarsområdesstaben vid Svea livgarde skulle avvecklas. Regeringens förslag till riksdagen innebar en kraftig reducering av arméförbanden. Det innebar bland annat att av de tretton brigadförbanden inom armén, skulle endast sex arméförband kvarstå för utbildning av armébrigadledningar och mekaniserade bataljoner. Vidare ansågs att de skulle vara relativt jämnt geografiskt fördelade över landet. Regeringen föreslog att upplösa och avveckla de fem infanteribrigaderna Livgardesbrigaden (MekIB 1), Värmlandsbrigaden (IB 2), Smålandsbrigaden (IB 12), Hallandsbrigaden (IB 16) och Dalabrigaden (NB 13). Detta då regeringen ansåg att bibehålla dem skulle kräva omfattande investeringar för att kunna utgöra enheter för mekaniserad utbildning. Vidare ansågs att deras övnings- och skjutfält i vissa fall var för begränsande. Utbildningsbataljonerna vid Livgardesbrigaden samt vid Livgardets dragoner sammanfördes till den 1 juli 2000 till en utbildningsenhet som antog namnet Livgardet. De två utbildningsbataljonerna antog namnen Gardesbataljonen samt Dragonbataljonen.
Inför försvarsbeslutet 2020 föreslog regeringen i sin propositionen bland annat att under åren 2021–2025 utöka armén med två brigader, det genom att påbörja organiseringen av en tredje mekaniserad brigad respektive en reducerad motoriserad brigad i Stockholmsregionen. Brigaden i Stockholmsregionen namngavs av regeringen som Livgardesbrigaden och skulle sättas upp av Livgardet (LG) avsett för försvaret av huvudstadsregionen. Den 26 februari 2021 presenterade Försvarsmakten sitt budgetunderlag för 2022, där Försvarsmakten redovisade sin planering, förberedelser och verksamhet i syfte att verkställa det av riksdagen antagna försvarsbeslutet. Bland annat skulle krigsorganisationen utvecklas successivt mot tre brigader, en reducerad brigad samt en stridsgrupp. Den föreslagna reducerade brigaden utgjordes av Livgardesbrigaden, vilken successivt utökas med förbandsenheter inom ramen för brigadstrukturen.
Den 26 augusti 2024 återinvigdes brigaden, där divisionschef brigadgeneral Rickard Johansson lämnade över befälet för brigaden till översten Martin Johansson. Brigaden kom initialt utgöras av en brigadstab, ett brigadlednings- och sambandskompani och två motoriserade skyttebataljoner. Med huvuduppgift av försvara av huvudstadsregionen. Vid återinvigningen i Kungsängen närvarade den senaste brigadchefen, även tidigare överbefälhavare, Sverker Göranson.

## Verksamhet
Åren 1949–2000 hade brigaden sitt mobiliseringsområde på den så kallade "Norra fronten", ett mobiliseringsområde som man övertog från Upplands regemente. Mobiliseringsområdet utgjordes rent geografiskt av inom området Alunda–Almunge–Rimbo–Hallstavik, vilket samtidigt utgjordes till stora delar av Uppsala försvarsområde.
Brigaden genomgick förbandstyperna IB 49, IB 59, IB 66 och IB 66R. Genom försvarsbeslutet 1972 kom brigaden att bli Svea livgardes anfallsbrigad, då den som ensam brigad vid regementet antogs till brigadorganisationen IB 77. I samband med att värnpliktsutbildningen upphörde 1992 vid Livregementets grenadjärer (I 3), kom en brigadskyttebataljon vid Närkebrigaden att överföras till brigaden. Brigaden gick därmed in i brigadorganisationen IB 77R. Genom försvarsbeslutet 1994 så skulle två bataljoner utrustas med Stridsfordon 90 och två bataljoner med Pansarbandvagn 302. 
Brigaden var den enda infanteribrigaden inom armén som helt gick in i den nya brigadorganisationen IB 2000, innan den upplöstes och avvecklades den 30 juni 2000. Med brigadorganisationen IB 2000 tillfördes brigaden vapensystem som Stridsfordon 90 och Pansarbandvagn 302. Det i syfte mekanisera samtliga fyra bataljoner vid brigaden och därmed ge den större anfallskraft. I den långsiktiga operativa målsättningen skulle det finnas två mekaniserade brigader i Mälardalen, vilka skulle utgöras av Södermanlandsbrigaden (MekB 10) och Livgardesbrigaden (IB 1). Även viss utredning gjordes hur stadsskyttebataljonerna skulle ges splitterskydd, samt om och hur Livgardesbrigaden skulle tillföras stridsvagnar och övergå från att vara en mekaniserad infanteribrigad till att bli en helt mekaniserad brigad. Dock blev brigadens andra stridsfordon 90-bataljon vakantsatt, då en viss omfördelning av stridsfordonet behövdes göras inom armén och dessa kom att omfördelas till Dalabrigaden (NB 13). Genom försvarsbeslutet 1996 vakantsattes en bataljon permanent vid IB 1, IB 12 och IB 16 samt vid PB 8. Därmed kom aldrig den organisatoriska ramen för IB 2000 med dess fyra bataljoner aldrig att fullföljas, då samtliga brigader upplöstes sommaren 2000.
I samband med att Livgardesbrigaden återaktiveras genom försvarsbeslutet 2024, så kom den att utgöra en reducerad motoriserade brigad. Skyttebataljonerna i brigaden tillfördes pansarvärnsrobotsystem för att öka verkansförmågan, vidare förstärktes brigaden med ett lednings- och sambandskompani, ett artillerikompani och ett luftvärnskompani robotsystem 70 (RB70). Brigadens huvudbeväpning utgörs av Pansarterrängbil 360 och Bandvagn 410. Från sommaren 2024 tillförs brigaden den tidigare fristående 12. motoriserade skyttebataljonen, som blev 1. motoriserade skyttebataljonen.
| 1977–1994 - 3x brigadskyttebataljon - 1x brigadunderhållsbataljon - 1x brigadhaubitsbataljon - 1x brigadingenjörsbataljon | 1994–2000 - 4x brigadskyttebataljon (en bataljon vakantsatt från 1996) - 1x brigadluftvärnsbataljon - 1x brigadhaubitsbataljon - 1x brigadpionjärsbataljon | 2024– - Brigadstab - Brigadlednings- och sambandskompani - Luftvärnskompani - Livbataljon - 1. motoriserade skyttebataljonen - 2. motoriserade skyttebataljonen - Artillerikompani |

## Heraldik och traditioner
Livgardesbrigaden delade heraldik och traditioner med Svea livgarde. Även om fanan delades med Svea livgarde, förde brigaden även Livkompaniets standar åren 1994–2000. År 1921 instiftades Kungl. Svea Livgardes 400-åriga jubileumsmedalj i silver (SLMSM) vilken genom att regementet och brigaden avvecklades den 30 juni 2000 instiftades som minnesmedalj. År 1999 instiftades Svea livgardes och Livgardesbrigadens förtjänstmedalj i guld och silver (SvealivgLivbrigGM/SM).

## Förbandschefer
Brigadchefer åren 1949–2000. Åren 1949–1994 var brigadchefen tillika ställföreträdande chef vid Svea livgarde.

- 1957–1988: ???
- 1988–1993: Överste Johan Hederstedt
- 1993–1997: Överste Kim Åkerman
- 1997–2000: Överste Sverker Göranson
- 2000–2024: Ej aktiv
- 2024–20xx: Överste Martin Johansson

## Namn, beteckning och förläggningsort
| Upplandsbrigaden  | 1957-04-01 | – | 1985-06-30 |
| Gula brigaden     | 1985-07-01 | – | 1994-06-30 |
| Livgardesbrigaden | 1994-07-01 | – | 2000-06-30 |
| Livgardesbrigaden | 2024-08-26 | – |            |

| IB 38      | 1957-04-01 | – | 1990-06-30 |
| IB 1       | 1990-07-01 | – | 1994-06-30 |
| IB 1 (Mek) | 1994-07-01 | – | 2000-06-30 |
| IB 1       | 2024-08-26 | – |            |

| Sörentorp (F)            | 1957-04-01 | – | 1970-06-30 |
| Kungsängens garnison (F) | 1970-07-01 | – | 2000-06-30 |
| Kungsängens garnison (F) | 2024-08-26 | – |            |